# Hanna Abuchowicz
Hanna Branisławauna Abuchowicz (biał. Ханна Браніславаўна Абуховіч, ros. Анна Брониславовна Обухович, Anna Bronisławowna Obuchowicz; ur. 22 listopada?/5 grudnia 1908 w Moskwie, zm. 13 listopada 1986) – radziecka i białoruska aktorka teatralna, Ludowa Artystka Białoruskiej SRR.

## Życiorys
Urodziła się 5 grudnia (22 listopada st. st.) 1908 roku w Moskwie w Imperium Rosyjskim. W 1929 roku ukończyła kursy „Kino–Siewier” w Leningradzie. Działalność sceniczną rozpoczęła w teatrach Moskwy. Od 1937 roku pracowała w Państwowym Rosyjskim Teatrze Dramatycznym Białoruskiej SRR. Stworzyła szereg głęboko psychologicznych ról dramatycznych, takich jak:
- Łarisa i Ogudałowa w „Pannie bez posagu” Aleksandra Ostrowskiego[1];
- Pani Niskavuori w „Kamiennym gnieździe” Helli Wuolijoki[1];
- Goneril w „Królu Learze” Williama Shakespeare'a[1];
- ciotuchna Ruca w „Păsările tinereții noastre” (pol. Ptakach naszej młodości) Iona Druță[1];
- Nadzieja Piatrouna w „Bresckaj krepasci” (pol. Twierdzy Brzeskiej) Kanstancina Hubarewicza[1];
- Michalina Matulewicz w „Trywodze” (pol. Trwodze) Alesia Pietraszkiewicza[1].

Hanna Abuchowicz jest także autorką wspomnień „Paustahoddzia na scenie” (pol. Pół wieku na scenie).

## Odznaczenia
- Ludowa Artystka Białoruskiej SRR (1944)[1].